# GM-NAA I/O
GM-NAA I/O (General Motors and North American Aviation Input/Output system) a été le premier système d’exploitation de l’ordinateur IBM 704.
Ce système d’exploitation rudimentaire a été créé en  1956 par Robert L. Patrick des laboratoires de recherche de General Motors et Owen Mock (en) de North American Aviation. Il était basé sur un programme semblable créé en 1955 par des programmeurs de General Motors pour l'ordinateur IBM 701. Il est à noter que ces premiers systèmes d’exploitation n’ont pas été créés par IBM, mais bien par des clients d’IBM qui voulaient maximiser l’utilisation de leurs ordinateurs.
La fonction principale de GM-NAA I/O était de lancer automatiquement l’exécution d’un programme à la fin de l’exécution du programme qui terminait son exécution en terminant la sienne (dans le but d'implanter ce qui deviendra le traitement par lots).  Différentes versions de ce système furent utilisées par environ 40 clients de l’ordinateur IBM 704.